# Saint-Roch-Ouest
Saint-Roch-Ouest är en kommun i provinsen Québec i Kanada. Den ligger i regionen Lanaudière, i den sydöstra delen av landet, 170 km öster om huvudstaden Ottawa.